# オクム大庭冬美ハウィ
オクム大庭 冬美ハウィ（オクムおおば ふゆみハウィ、1998年6月27日 - ）は、日本の女子バレーボール選手である。

## 来歴
実父は元ケニア代表のゴッドフリー・オクム、実母は元ユニチカの大庭こずえ。ナイロビの日本語学校に通ったが、両親の勧めでバレーボール選手を目指すことになり、中学1年から日本の貝塚ドリームスに入部した。
高校は実母の出身校である博多女子高等学校に入学。2016年7月に東京オリンピックを目指す日本バレーボール協会の強化選手であるTeam COREのメンバーに選出された。同月、タイのナコンラチャシマで開催されたアジアジュニア選手権に出場し、決勝でフルセットの末に惜敗したが準優勝を果たした。
2017年1月、Vプレミアリーグの日立リヴァーレへの入団内定が発表された。2017年10月22日のVプレミアリーグ開幕戦（JTマーヴェラス戦）に途中出場してVプレミアリーグデビューを果たした。
2022年、日本代表登録メンバーに選出された。ネーションズリーグの予選ラウンド第1週（アメリカ合衆国ラウンド）に出場した。AVCカップにも出場し、チームは大会初優勝を果たした。
2024年、2年ぶりに日本代表に選出された。
2025年5月、2024-25シーズン限りでの退団が発表された。6月17日に自由交渉選手として公示。7月に埼玉上尾メディックス入団が発表された。

## 球歴
- 日本代表 （2022年、2024年-）
  - ネーションズリーグ - 2022年
  - AVCカップ - 2022年

## 所属チーム
- 貝塚ドリームス（2011-2013年）
- 博多女子中学校（2013-2014年）
- 博多女子高等学校（2014-2017年）
- 日立リヴァーレ/日立Astemoリヴァーレ/Astemoリヴァーレ茨城（2017-2025年）
- 埼玉上尾メディックス（2025年-）

## 受賞歴
- 2024年 - 2023-24 V.LEAGUE DIVISION1 WOMEN フェアプレー賞[19]

## 個人成績
Vプレミアリーグレギュラーラウンドにおける個人成績は下記の通り。
| シーズン | 所属 | 出場 | 出場   | アタック | アタック | アタック | アタック | ブロック | ブロック | サーブ | サーブ | サーブ | サーブ | レセプション | レセプション | 総得点 | 備考 |
| -------- | ---- | ---- | ------ | -------- | -------- | -------- | -------- | -------- | -------- | ------ | ------ | ------ | ------ | ------------ | ------------ | ------ | ---- |
| シーズン | 所属 | 試合 | セット | 打数     | 得点     | 決定率   | 効果率   | 決定     | /set     | 打数   | エース | 得点率 | 効果率 | 受数         | 成功率       | 総得点 | 備考 |
| 2017/18  | 日立 | 11   | 6      | 64       | 21       | 32.8%    | %        | 2        | 0.33     | 16     | 0      | %      | 1.6%   | 1            | 0.0%         | 23     |      |
| 2018/19  | 日立 |      |        |          |          | %        | %        |          |          |        |        | %      | %      |              | %            |        |      |